# Carl Andersson i Björnlunda
Carl Gustaf Andersson, född 6 november 1832 i Björnlunda, Södermanlands län, död där 5 januari 1918, var en svensk hemmansägare och politiker. Han var ledamot av riksdagens andra kammare, invald i Rönö, Hölebo och Daga häraders valkrets.